# Tennistoernooi van Miami 2019
|                                         |  |                                      |
| Ashleigh Barty, winnares bij de vrouwen |  | Roger Federer, winnaar bij de mannen |

Het tennistoernooi van Miami van 2019 werd van woensdag 20 tot en met zondag 31 maart 2019 gespeeld op de hardcourtbanen van het Hard Rock Stadium in Miami Gardens, 27 km benoorden de Amerikaanse stad Miami. De officiële naam van het toernooi was Miami Open.
Het toernooi bestond uit twee delen:
- WTA-toernooi van Miami 2019, het toernooi voor de vrouwen
- ATP-toernooi van Miami 2019, het toernooi voor de mannen

## Toernooikalender
- Bron: Tournament Schedule op miamiopen.com

| Miami             | maart 2019 | maart 2019 | maart 2019 | maart 2019 | maart 2019 | maart 2019 | maart 2019 | maart 2019  | maart 2019  | maart 2019  | maart 2019   | maart 2019   | maart 2019 | maart 2019 |
| Miami             | woe 20     | don 21     | don 21     | vrĳ 22     | zat 23     | zon 24     | maa 25     | din 26      | din 26      | woe 27      | don 28       | vrĳ 29       | zat 30     | zon 31     |
| ----------------- | ---------- | ---------- | ---------- | ---------- | ---------- | ---------- | ---------- | ----------- | ----------- | ----------- | ------------ | ------------ | ---------- | ---------- |
| vrouwenenkelspel  | 1e ronde   | 1e ronde   | 2e ronde   | 2e ronde   | 3e ronde   | 3e ronde   | 4e ronde   | kwartfinale | kwartfinale | kwartfinale | halve finale |              | finale     |            |
| mannenenkelspel   | 1e ronde   | 1e ronde   | 1e ronde   | 2e ronde   | 2e ronde   | 3e ronde   | 3e ronde   | 4e ronde    | 4e ronde    | kwartfinale | kwartfinale  | halve finale |            | finale     |
| vrouwendubbelspel |            | 1e ronde   | 1e ronde   | 1e ronde   | 1e ronde   | 2e ronde   | 2e ronde   | 2e ronde    | kwartfinale | kwartfinale |              | halve finale |            | finale     |
| mannendubbelspel  |            | 1e ronde   | 1e ronde   | 1e ronde   | 1e ronde   | 2e ronde   | 2e ronde   |             |             | kwartfinale | halve finale |              | finale     |            |

ATP-toernooi van Miami‎ – WTA-toernooi van Miami‎

1985 · 1986 · 1987 · 1988 · 1989 · 1990 · 1991 · 1992 · 1993 · 1994 · 1995 · 1996 · 1997 · 1998 · 1999 · 2000 · 2001 · 2002 · 2003 · 2004 · 2005 · 2006 · 2007 · 2008 · 2009 · 2010 · 2011 · 2012 · 2013 · 2014 · 2015 · 2016 · 2017 · 2018 · 2019 · 2020 · 2021 · 2022 · 2023 · 2024 · 2025